# 张银桥
张银桥（1962年8月—），中华人民共和国男性政治人物，湖南华容人。1983年11月加入中国共产党。

## 生平
历任湖南省岳阳市华容县县长助理、副县长、县委常委，中共君山区委书记、区人大常委会主任，益阳市资阳区委书记，中共益阳市委常委、市高新区工委书记兼管委会主任、市纪委书记等职。2007年3月任湖南省发改委党组成员、纪检组长，2008年8月任副主任。汶川大地震后，按照国务院的安排，湖南省对口理县进行援建，张银桥出任对口支援理县灾后重建工作队队长，主持包括教育、卫生、文体、基础设施等在内的9大类99个湖南援建项目的实施。著有《荣光而铭心的岁月：湖南省对口支援理县灾后重建工作队队员手记》。